# موتور حسن خواجوي عشايري (أرزوئية)
موتور حسن خواجوي عشایري (بالإنجليزية: Mowtowr-e Hasan Khvajui Ashayiri)‏ هي منطقة سكنية تقع في إيران في Arzuiyeh Rural District. يقدر عدد سكانها بـ 321 نسمة .